# Phumosia schoutedeni
Phumosia schoutedeni este o specie de muște din genul Phumosia, familia Calliphoridae, descrisă de Zumpt în anul 1954. Conform Catalogue of Life specia Phumosia schoutedeni nu are subspecii cunoscute.